# 外字エディタ
外字エディタは、マイクロソフトのMicrosoft Windowsシリーズに搭載されている外字登録ツールの名称である。

## 概要
企業のロゴ・特殊な文字などの通常の文字列では再現できない外字を自主的に作成・登録できる。登録された外字はフォントライブラリにストックされ、特定のフォントまたは全フォントにリンクさせるかどうかを設定する事もできる。